# Saussay-la-Campagne
Saussay-la-Campagne és un municipi francès situat al departament de l'Eure i a la regió de Normandia. L'any 2007 tenia 426 habitants.

## Demografia

### Població
El 2007 la població de fet de Saussay-la-Campagne era de 426 persones. Hi havia 154 famílies de les quals 28 eren unipersonals (12 homes vivint sols i 16 dones vivint soles), 53 parelles sense fills i 73 parelles amb fills.
La població ha evolucionat segons el següent gràfic:
Habitants censats

### Habitatges
El 2007 hi havia 174 habitatges, 153 eren l'habitatge principal de la família, 15 eren segones residències i 5 estaven desocupats. 170 eren cases i 2 eren apartaments. Dels 153 habitatges principals, 125 estaven ocupats pels seus propietaris, 25 estaven llogats i ocupats pels llogaters i 3 estaven cedits a títol gratuït; 1 tenia una cambra, 8 en tenien dues, 25 en tenien tres, 42 en tenien quatre i 77 en tenien cinc o més. 115 habitatges disposaven pel capbaix d'una plaça de pàrquing. A 70 habitatges hi havia un automòbil i a 71 n'hi havia dos o més.

### Piràmide de població
La piràmide de població per edats i sexe el 2009 era:
| Homes | Edats   | Dones |
| ----- | ------- | ----- |
| 0     | 95 o +  | 4     |
| 0     | 90 a 94 | 0     |
| 0     | 85 a 89 | 0     |
| 4     | 80 a 84 | 0     |
| 0     | 75 a 79 | 4     |
| 4     | 70 a 74 | 4     |
| 0     | 65 a 69 | 4     |
| 8     | 60 a 64 | 4     |
| 20    | 55 a 59 | 4     |
| 20    | 50 a 54 | 24    |
| 20    | 45 a 49 | 16    |
| 16    | 40 a 44 | 28    |
| 20    | 35 a 39 | 4     |
| 12    | 30 a 34 | 28    |
| 20    | 25 a 29 | 4     |
| 12    | 20 a 24 | 12    |
| 28    | 15 a 19 | 24    |
| 4     | 10 a 14 | 28    |
| 12    | 5 a 9   | 12    |
| 0     | 0 a 4   | 12    |

## Economia
El 2007 la població en edat de treballar era de 305 persones, 211 eren actives i 94 eren inactives. De les 211 persones actives 193 estaven ocupades (119 homes i 74 dones) i 18 estaven aturades (6 homes i 12 dones). De les 94 persones inactives 26 estaven jubilades, 33 estaven estudiant i 35 estaven classificades com a «altres inactius».

### Ingressos
El 2009 a Saussay-la-Campagne hi havia 165 unitats fiscals que integraven 462 persones, la mediana anual d'ingressos fiscals per persona era de 17.535 €.

### Activitats econòmiques
Dels 18 establiments que hi havia el 2007, 1 era d'una empresa extractiva, 2 d'empreses alimentàries, 2 d'empreses de fabricació d'altres productes industrials, 3 d'empreses de construcció, 4 d'empreses de comerç i reparació d'automòbils, 3 d'empreses de transport, 1 d'una empresa de serveis i 2 d'empreses classificades com a «altres activitats de serveis».
Dels 3 establiments de servei als particulars que hi havia el 2009, 1 era un taller de reparació d'automòbils i de material agrícola, 1 lampisteria i 1 perruqueria.
L'any 2000 a Saussay-la-Campagne hi havia 4 explotacions agrícoles.

## Equipaments sanitaris i escolars
El 2009 hi havia una escola maternal.

## Poblacions més properes
El següent diagrama mostra les poblacions més properes.